# The Sir Harold Hillier Garden and Arboretum
El The Sir Harold Hillier Garden and Arboretum es un jardín botánico y Arboreto, de 180 acres (72 hectáreas) de extensión, fundado en 1953, que se encuentra en Ampfield- Romsey, en la región de Hampshire, en el sur de Inglaterra, Reino Unido. 
Es miembro del BGCI, presenta trabajos para la Agenda Internacional para la Conservación en los Jardines Botánicos, y su código de identificación internacional como institución botánica, así como de su herbario, es HILL.

## Localización
The Sir Harold Hillier Garden and Arboretum Braishfield - Ampfield -Romsey, Nr Romsey, Hampshire, SO51 0QA. United Kingdom-Reino Unido
- Promedio Anual de Lluvias: 750 mm
- Altitud: 50.00 m s. n. m.

Planos y vistas satelitales.51°0′39.96″N 1°27′59.76″O / 51.0111000, -1.4666000
Está abierto todos los días. El acceso al jardín botánico es gratis.

## Historia
Fue creado en 1953, y nombrado en recuerdo de su fundador, el último Sir Harold Hillier (1905-1985), miembro de una familia de viveristas.
En junio de 1953, la familia Hillier asentó su residencia en Jermyn's House, y sir Harold emprendió la transformación de los terrenos alrededor de su hogar en la colección internacionalmente renombrada de árboles y de arbustos resistentes que tenemos actualmente.
En 1977, casi veinticinco años después de las primeras plantaciones, sir Harold donó su colección de plantas al Consejo del Condado de Hampshire que lo administraría como una confianza caritativa.
Harold Hillier fue nombrado caballero en 1983 cinco años después de que su notable arboretum fuera donado al Consejo del Condado de Hampshire. También fue galardonado como C.B.E. (Companion of the British Empire)-(Compañero del Imperio Británico) y algunos de los títulos más altos del mundo de las plantas - Victoria Medal of Honour, la Veitch Memorial Medal, miembro honorario y vicepresidente de la Royal Horticultural Society, y miembro de la Linnean Society.
Con motivo de su fallecimiento en 1985, Lord Aberconway, Presidente de la Royal Horticultural Society se refirió al Harold Arboretum con las palabras que se encuentran en la tumba de Christopher Wren en la catedral de San Pablo de Londres  - 'If you seek his memorial, look around you' ('Si usted busca su monumento, mira a tu alrededor').

## Colecciones
El jardín botánico y arboreto, albergan una 40,000 plantas con unos 11,000 taxones
Entre las familias de plantas son de destacar, Fagaceae, Magnoliaceae, Hamamelidaceae, Ericaceae. Con los géneros, Carpinus, Cornus, Cotoneaster, Corylus, Ligustrum, Lithocarpus, Photinia, Pinus, Quercus.
Entre sus colecciones de especial conservación: Carpinus (19 spp., 32 taxones), Cornus (40 spp., 91 taxones), Cotoneaster (204 spp., 264 taxones), Corylus (16 ssp., 29 taxones), Hamamelis (6 spp., 36 taxones), Ligustrum (17 spp., 44 taxones), Lithocarpus (8 spp., 8 taxones), Photinia (19 spp., 30 taxones), Pinus (112 spp., 155 taxones), Quercus (154 spp., 229 taxones),

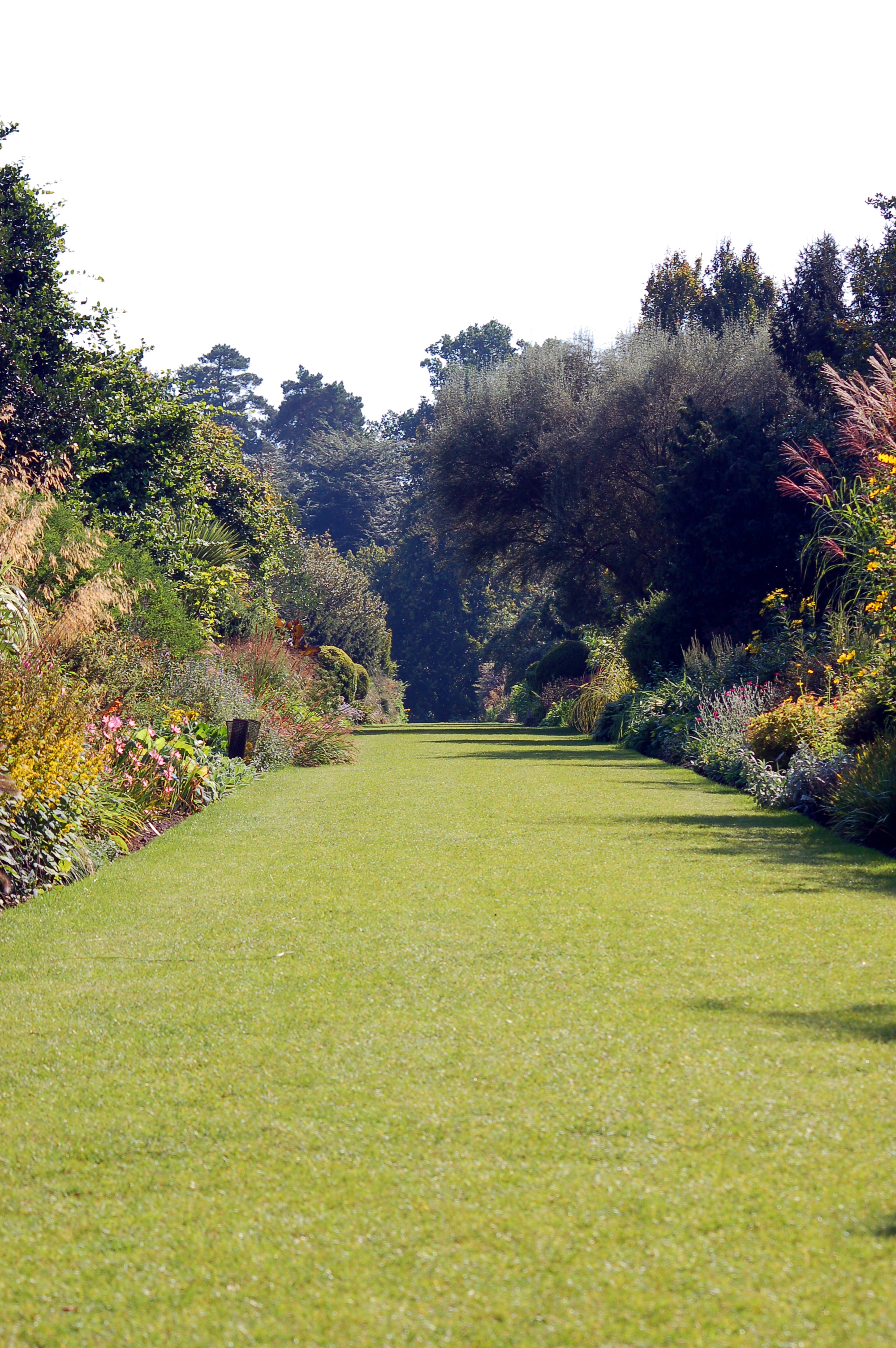
En 1964 Sir Harold Hillier construyó el "Hillier Gardens Centenary Border" en los Hillier Gardens para celebrar el centenario del negocio familiar de viveros.
Charca en el Sir Harold Hillier Gardens and Arboretum.
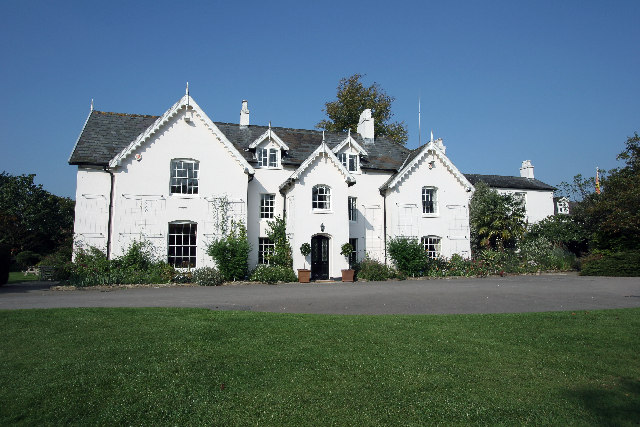
La "Jermyns House".
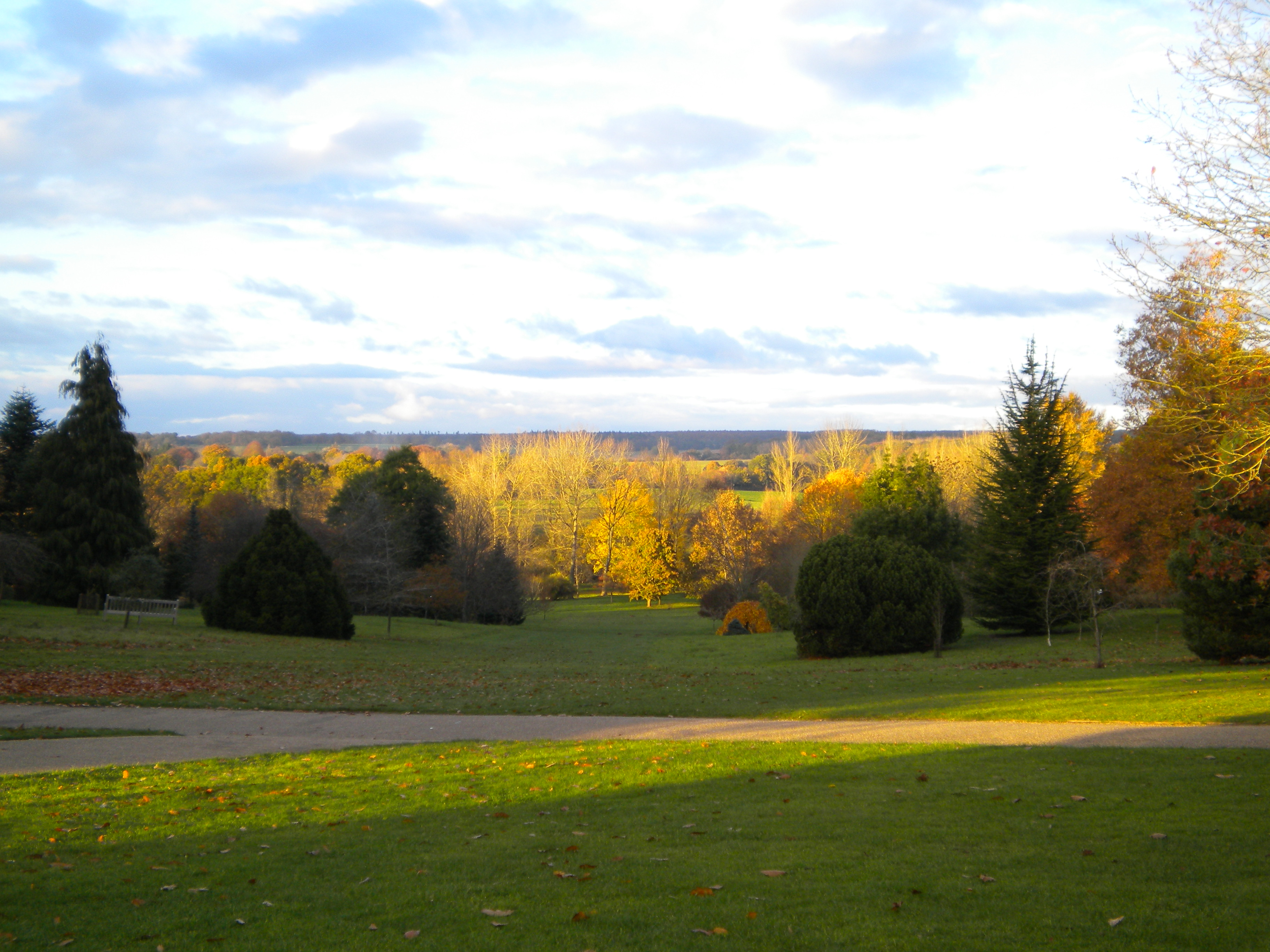
Vista del Hillier Arboretum en otoño